# Рубіж (Halo)
«Рубіж» (Reach) — четвертий епізод другого сезону американського воєнного науково-фантастичного серіалу «Halo». Епізод написав Крейг Зіск, сценарист — Том Геммінґз. Перший показ відбувся 22 лютого 2024 року.

## Зміст
Ваннак забирається на дах будівлі зв'язку та бачить, як Ковенант підриваює місто. Внаслідок бомбардування Ковенантом родина Перес гине. Чіф і Перес на шляху через місто, яке перетворилося на поле битви, натрапляють на Різ і Луїса. Вони вирішують разом прориватися до командного пункту. Луїс жертвує собою заради порятунку товаришів. Срібна команда, танк Скорпіон та космічна піхота утримують міст, щоб заманити туди якнайбільше сил Ковенанту і підірвати їх.
Падіння Вишеграда створило сліпу пляму в обороні ККОН, і тепер немає можливості дізнатися, скільки сил Ковенанту висадилося на Рубежі. Голзі та Сорен виходять з камери, оскільки охоронні системи вийшли з ладу. Голзі зізнається, що навмисне дозволила Сорену піти: вона бачила його потенціал і те, як усі на нього усі рівнялися. Ось чому тієї ночі, коли він утік, кораблі ніхто не охороняв. На їхніх очах Макі викрадає носій Кортани.
Джон і Перес стикаються з Різ та двома чоловіками, із якими вирушають у штаб-квартиру флотського командування. Джон, Перес і Різ дістаються до штаб-квартири, де Ваннак розповідає, що броню «Спартанців» Акерсон забрав із собою, а Кай зникла. Адмірал Кіз підтверджує Джону, що «Кобальтова» команда загинула, і повідомляє про намір верховного командування покинути Рубіж. Він виголошує промову, в якій каже, що ніхто з захисників планети не виживе, але їхні зусилля врятують частину цивільних.
Кіз веде Голзі та Сорена до евакуаційного шаттла, де Перес допомагає цивільним сісти на борт. Кіз готує корабель до зльоту, але виявляється, що паливопроводи не від'єднані. Він виходить, щоб від'єднати паливопроводи. Ангар з шаттлом зазнає нападу «шакалів» Ковенанту, і Кіз підриває себе, щоб відволікти ворогів. «Срібна» команда ККОН (Космічне Командування Об'єднаних Націй) потрапляє в засідку Елітів на чолі з Варом Гатанай. Чіф зазнає поранення в бою, але Макі наказує Арбітру поки що не вбивати Джона.
Ваннака пронизує постріл голкомета, і він гине, дивлячись, як один із птахів, яких він годував як таємне хобі, ширяє в небі.

## Сприйняття та відгуки
Станом на травень 2025 року на сайті «IMDb» серія отримала 8,8 бала підтримки з можливих 10 при 5111 голосах користувачів.
В огляді «TL;DR Movie Reviews and Analysis» Браян Макнамара проставив серії 4.5 зірки з 5 і зазначав: «Мені сподобалося, що у серіалі покращено дизайн різних рас „Ковенанту“ порівняно з першим сезоном. Тепер вони відчуваються вагомими та присутніми, що потрібно для того, аби ці сцени дії працювали. Вся зброя здавалася правильною, усі сценарії були правильними. І мені сподобалося, що постійно змінювалася обстановка, аби кожен бій мав різний темп, щоб ви не заціпеніли від подій. Були деякі незручні моменти — сюжетна лінія занадто зосереджувалася на Сорені та Голзі. Чи рекомендуємо ми „Halo: Reach“? Безумовно. Цей сезон продовжує рухатися від сили до сили. Він змусив мене перейматися цими персонажами так, як я не очікував. І це змусило мене відчайдушно хотіти побачити наступний епізод.»
Бредлі Рассел для «GamesRadar+» проставив епізоду 4 зірки з 5 й писав: «Знадобилося чимало часу, але нарешті це той серіал „Halo“, якого так чекали фанати. „Reach“ скидає оболонку часто похмурої політичної шахівниці заради приголомшливого вибуху, який ніби переноситься прямо із самих ігор. Хоча, ймовірно, це лише випадок. Однак це нищівні 45 хвилин, які не лише слугують пропозицією доброї волі для тих, хто скаржився з моменту першої появи Майстра Чіфа, але й захопливим вступом самі по собі.»
Алісса Мерканте в огляді для «Kotaku» зазначала: "Четвертий епізод другого сезону «Halo» «Reach» знаменує одне з найбільших відхилень від усталеного канону гри від моменту оголошення серіалу із створенням власної хронології. Це відхилення не обов'язково погіршує враження від епізоду. Оскільки він, мабуть, найсильніший на сьогодні, але конкретний спосіб, у який вирішено позбутися відомого персонажа «Halo», є разюче безцеремонним. Якщо люди були розлючені тим, що Мастер Чіф зняв шолом (і залишився без нього у другому сезоні), якщо вони були нагнівані тим, що він відкинув свій гравітаційний молот — тим зліші вони будуть через те, що відбувається в «Reach»."
Оглядач «IGN» Гайден Мерс писав: «На щастя чи на жаль, другий сезон „Halo“ ще більше закріплює за серіалом „Paramount+“ статус окремого творіння, відмінного від мегапопулярних ігор, які його надихнули. Однак він так і не досягає тих високих цілей, які були поставлені перед ним. Адаптація пережила творчі потрясіння, помірковану критику та потік скарг фанатів. Але залишається одне непереборне завдання: як це змусить нас перейматися? Поки що ніяк. Так, вражаюче передані зображення „Halo“ та ретельно поставлені дії є життєво важливими переходами від незграбної динаміки та важкої політиканської гри, що переповнюють його історію. Але важко ігнорувати, наскільки все це здається „плоским“.»
Кофі Аутлав для «ComicBook.com» проставлено 3.5 зірки з 5 та в огляді зазначено: «Третій епізод 2 сезону „Halo“ завершився захопливим кліфгенгером, де Майстер Чіф та його нова союзниця, капрал Талія Перес опинилися в епіцентрі першої атаки Ковенанту. Четвертий епізод не гаяв ні секунди, і одразу поринув в окопи битви.»

## Знімались
| Актор               | Роль                 |
| ------------------- | -------------------- |
| Пабло Шрайбер       | Чіф                  |
| Наташа Мак-Елгон    | Кетрін Голзі         |
| Джозеф Морган       | Джеймс Акерсон       |
| Шабана Азмі         | адміралка Парангоскі |
| Крістіна Беннінгтон | Кортана              |
| Наташа Кулзак       | Різ-028              |
| Олів Грей           | Міранда Кейс         |
| Єрін Ха             | Кван                 |
| Бентлі Калу         | Ваннак-134           |
| Кейт Кеннеді        | Кей-125              |
| Чарлі Мерфі         | Макі; Благословенна  |
| Фіона О'Шонессі     | Лаера                |
| Крістіна Родло      | Талія Перес          |
| Денні Сапані        | Джейкоб Кейєс        |
| Джен Тейлор         | Кортана (голос)      |
| Віктор Окерблом     | Арбітр               |
| Тайлан Бейлі        | Кеслер               |
| Бокім Вудбайн       | Сорен-066            |